# Årås, Norge
Årås är en tätort som utgör centralort i Austrheims kommun i Vestland fylke i västra Norge. Orten ligger vid fylkesväg 565 på ön Fosnøyna.